# Bebearia intermedia
Bebearia intermedia är en fjärilsart som beskrevs av Max Bartel 1905. Bebearia intermedia ingår i släktet Bebearia och familjen praktfjärilar. Inga underarter finns listade i Catalogue of Life.